# Jean-Paul Denanot

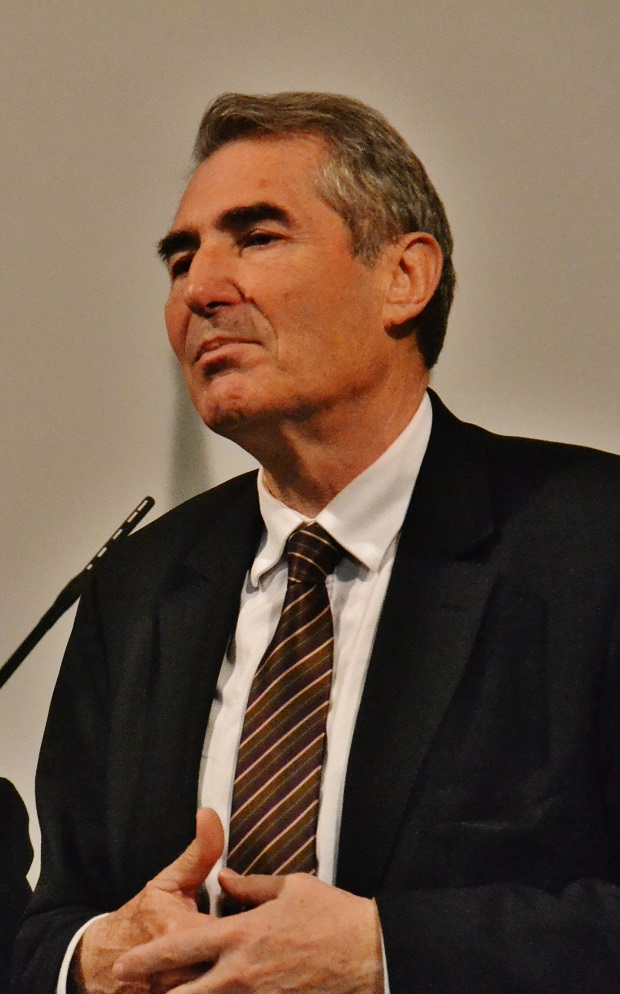
2013

Jean-Paul Denanot (* 24. April 1944 in Boisseuil) ist ein französischer Politiker der Parti socialiste.

## Leben
Von 1992 bis 2009 war Denanot Bürgermeister der Stadt Feytiat. Denanot war von September 2008 bis 2009 und von Juli 2014 bis Juni 2018 Abgeordneter im Europäischen Parlament. Dort war er Mitglied im Haushaltsausschuss und in der Delegation im Gemischten Parlamentarischen Ausschuss EU-Türkei. Im EU-Parlament rückte Karine Gloanec Maurin für ihn nach.